# Вутсас, Костас
Костас Вутсас (греч. Κώστας Βουτσάς), при рождении Константинос Саввопулос (греч. Κωνσταντίνος Σαββόπουλος) (31 декабря 1931 — 26 февраля 2020) — греческий актёр, режиссёр и писатель.

## Личная жизнь
Вутсас родился в 1931 году в Виронасе, пригороде Афин, в семье беженцев из Эпиватеса (ныне Селимпаша в европейской части Турции). В 1932 году семья переехала  в Салоники. В 1953 году окончил драматическое училище Македонской консерватории в Салониках и дебютировал на сцене и в кино. Псевдоним «Вутсас» актёр выбрал из-за своего деда, который занимался изготовлением бочек.
Вутсас был отцом четверых детей: Александры (Сандры) Вутсас от его брака с Эрикой Бройер, Теодоры Вутсас и Николеты Вутса — от брака с Теано Папаспиру, а также Фивос Вутсас — от его четвёртого и последнего брака в 2016 году с Алики Кацаву. Со своей третьей женой Эви Караянни детей он не имел и был отчимом для её ребёнка Антемоса Ананиадиса.
Вутсас умер от легочной инфекции 26 февраля 2020 года в афинской больнице в возрасте 88 лет.

## Карьера
Популярность приобрёл в 1961 году, когда греческий кинорежиссёр Яннис Далианидис дал ему ключевую роль в своей феноменально успешной молодёжной мелодраме «О Катифорос» (1961). Вскоре он стал одним из лучших и самых популярных комедийных актёров своего поколения, играя главные роли в греческих комедиях ведущих драматургов и классиков, таких как «Осы» Аристофана (в роли Филоклеона), «Мещанин во дворянстве» Мольера (главная роль) и многих других. Он был главным актёром Finos Films и за более чем шестидесятилетнюю карьеру в общей сложности снялся примерно в 200 фильмах, в основном комедиях и мюзиклах «золотой эры» греческого коммерческого кино.
Он всегда больше стремился быть театральным актёром. В интервью афинской ежедневной газете To Vima Вутсас сказал: «Игра в кино мне очень помогла, но я всегда был предан театру, и это было моей изюминкой». Его актёрская техника изучается в Патрском университете. Обладатель награды Международного кинофестиваля в Салониках (1984).